# Тритиостибат натрия
Тритиостибат натрия — неорганическое соединение, комплексная соль сульфиды сурьмы и натрия с формулой Na3[SbS3], светло-жёлтые кристаллы, растворимые в воде, образует кристаллогидрат.

## Получение
- Растворение трисульфида сурьмы в горячем растворе едкого натра:

{\displaystyle {\mathsf {Sb_{2}S_{3}+NaOH\ {\xrightarrow {100^{o}C}}\ Na_{3}[SbS_{3}]+Na[Sb(OH)_{4}]}}}
- Растворение трисульфида сурьмы в концентрированном растворе сульфида натрия:

{\displaystyle {\mathsf {Sb_{2}S_{3}+3Na_{2}S\ {\xrightarrow {100^{o}C}}\ 2Na_{3}[SbS_{3}]}}}

## Физические свойства
Тритиостибат натрия образует светло-жёлтые кристаллы, хорошо растворимые в воде.
Образует кристаллогидрат состава Na3[SbS3]•9H2O.

## Химические свойства
- Кристаллогидрат теряет воду при нагревании:

{\displaystyle {\mathsf {Na_{3}[SbS_{3}]\cdot 9H_{2}O\ {\xrightarrow {150^{o}C}}\ Na_{3}[SbS_{3}]+9H_{2}O}}}
- Разрушается разбавленными кислотами:

{\displaystyle {\mathsf {2Na_{3}[SbS_{3}]+6HCl\ {\xrightarrow {}}\ Sb_{2}S_{3}\downarrow +3H_{2}S\uparrow +6NaCl}}}
- Разрушается концентрированными горячими щелочами:

{\displaystyle {\mathsf {Na_{3}[SbS_{3}]+4NaOH\ {\xrightarrow {100^{o}C}}\ Na[Sb(OH)_{4}]+3Na_{2}S}}}
- Во влажном состоянии окисляется кислородом воздуха:

{\displaystyle {\mathsf {Na_{3}[SbS_{3}]\ {\xrightarrow[{-S}]{O_{2}}}\ Na_{3}[SbS_{2}O],Na_{3}[SbSO_{2}]}}}
- В кипящем растворе сульфида натрия присоединяет серу:

{\displaystyle {\mathsf {Na_{3}[SbS_{3}]+S\ {\xrightarrow {Na_{2}S}}\ Na_{3}[SbS_{4}]}}}